# Hans-Jürgen Janza
Hans-Jürgen Janza (* 4. Dezember 1934 in Danzig) ist ein deutscher Schauspieler.

## Leben
Hans-Jürgen Janza erhielt in Hamburg Schauspielunterricht, sein Theaterdebüt gab er an den Städtischen Bühnen Kleve. 1972 gründete er gemeinsam mit Barbara Kleinitz und Gerd Baehr das Kinder- und Jugendtheater KLECKS am Hamburger Großneumarkt, an dem er Regie führte und auch als Schauspieler auftrat. 1976 trennte er sich aufgrund interner Auseinandersetzungen von dem kleinen Privattheater.
Janza wirkte seit den 1960er-Jahren in einer Vielzahl von Film- und Fernsehproduktionen mit. Eine seiner ersten Rollen verkörperte er 1964 an der Seite von Hansjörg Felmy als ein des Mordes verdächtiger Hilfsarbeiter in dem Kriminalfilm Nebelmörder unter der Regie von Eugen York. Danach war er wiederholt in den Krimireihen Jürgen Rolands Stahlnetz und Dem Täter auf der Spur zu sehen. Roland besetzte Janza auch in seinem 1966 gedrehten Thriller 4 Schlüssel. Weiter sah man Janza bis in die 2000er-Jahre hinein als Gastdarsteller in bekannten Serien wie Percy Stuart, Hamburg Transit, Sonderdezernat K1, St. Pauli-Landungsbrücken, Großstadtrevier oder Die Männer vom K3 sowie in mehreren Tatort-Episoden. Große Popularität erlangte Janza mit der Serie Doppelter Einsatz, in der er von 1994 bis 2007 in 83 (von insgesamt 86) Folgen den Kriminalhauptmeister Peter Ahlers darstellte.
Daneben wirkte Hans-Jürgen Janza in einigen vom Norddeutschen und Westdeutschen Rundfunk produzierten Hörspielen mit.
Janza, der in seiner Laufbahn häufig nur kleinere Rollen spielte, führte seit 1980 darüber hinaus gemeinsam mit seiner Frau in Hamburg ein eigenes Lokal mit dem Namen „Der Eims-Büttel“.

## Filmografie (Auswahl)
- 1963: Hafenpolizei – Der chinesische Koch
- 1964: Stahlnetz: Strandkorb 421
- 1964: Nebelmörder
- 1964: Polizeirevier Davidswache
- 1964: Hafenpolizei – Gefährliche Geschenke
- 1965: Gewagtes Spiel – Mann über Bord
- 1965: Die Katze im Sack
- 1965: Stahlnetz: Nacht zum Ostersonntag
- 1965: Gestatten, mein Name ist Cox – Falsch verbunden
- 1966: 4 Schlüssel
- 1966: Großer Ring mit Außenschleife
- 1966: Die Gentlemen bitten zur Kasse (3. Teil)
- 1966: Stahlnetz: Der fünfte Mann
- 1966: Intercontinental Express – Frau Neumann
- 1966: Cliff Dexter – Gift in harten Fäusten
- 1966: Das Millionending (TV-Zweiteiler)
- 1967: Dem Täter auf der Spur – Am Rande der Manege
- 1967: Ein Fall für Titus Bunge – Bobby ist los
- 1967: Valentin Katajews chirurgische Eingriffe in das Seelenleben des Dr. Igor Igorowitsch
- 1967: Der Tag, an dem die Kinder verschwanden
- 1967: Dem Täter auf der Spur – 10 Kisten Whisky
- 1968: Stahlnetz: Ein Toter zuviel
- 1968: Ein ehrenwerter Herr
- 1969: Der spanische Bürgerkrieg
- 1969: Alle Hunde lieben Theobald – Bingo und der Hundertmarkschein
- 1969: Percy Stuart – Dr. Kellers Bilanz
- 1969: Dem Täter auf der Spur – Familienärger
- 1969: Der Schelm von Istanbul
- 1969: Die Engel von St. Pauli
- 1969: Der zweite Schuß
- 1969: Stewardessen – Die Prüfung
- 1970: Dem Täter auf der Spur – Froschmänner
- 1970: Keiner erbt für sich allein
- 1970: Schlagzeilen über einen Mord
- 1971: Hamburg Transit – Der Tod im Koffer
- 1971: Recht oder Unrecht – Der Fall Meinberg
- 1971: Die Journalistin – Eine Stunde Angst
- 1972: Das Kurheim – Der Gejagte
- 1972: Butler Parker – Hallo Taxi
- 1973: Hamburg Transit – Der Auflieger
- 1974: Madame Pompadour
- 1975: Motiv Liebe – Die Freundin
- 1975: Beschlossen und verkündet – Der rote Hahn
- 1976: Eurogang – Urlaub für Harry Krausch
- 1976: Tatort – ...und dann ist Zahltag
- 1977: Sonderdezernat K1 – Der Stumme
- 1977: Das Gesetz des Clans
- 1978: Onkel Bräsig – Die drei Bräute
- 1979: Gesundheit
- 1979: Timm Thaler (Ep. #1.1)
- 1979: St. Pauli-Landungsbrücken – Begegnung
- 1980: St. Pauli-Landungsbrücken – Auf der Durchreise
- 1981: Die Baronin – Fontane machte sie unsterblich
- 1981: I. O. B. – Spezialauftrag – Weiße Segel
- 1981: Sonderdezernat K1 – Die Rache eines V-Mannes
- 1982: Unheimliche Geschichten – Wenn das Blut gefriert
- 1983: Es gibt noch Haselnußsträucher
- 1984: Tegtmeier – Das radikale Lächeln
- 1984: Tegtmeier – Vom Himmel hoch
- 1990: Das Haus am Watt
- 1992: Mau Mau
- 1992: Der Millionenerbe – Unter der Haube
- 1992: Großstadtrevier – Revanche
- 1992: Die Männer vom K3 – Auf Sand gebaut
- 1993: Der Landarzt – Jugendsünden
- 1993: Tatort – Um Haus und Hof
- 1993: Großstadtrevier – Der Besuch
- 1994: Unschuldsengel
- 1994–2007: Doppelter Einsatz (83 Folgen als Peter Ahlers)
- 1995: Alles außer Mord – Marion Nr. 5
- 1996: Ehebruch – Eine teuflische Falle!
- 1996: Faust – Auf Sendung
- 1996: Tatort – Fetischzauber
- 1996: Schlag 12
- 1996: Alles außer Mord – Das blonde Gift
- 1996–1998: Freundschaft mit Herz (9 Folgen als Herr Rumpelmeier)
- 1997: Der Kapitän – Gefährliche Fracht
- 1997: Freunde wie wir – Kurs Nordwest
- 1998: Die Rettungsflieger – Licht im Dunkeln
- 1998: Der kleine Dachschaden
- 1998: Lisa Falk –  Gefährliche Liebe
- 1999: Tatort – Traumhaus
- 1999: Die Männer vom K3 – Tod eines Festmachers
- 2002: Großstadtrevier – Die Jagd nach dem Glück
- 2002: Zweikampf
- 2003: Die Männer vom K3 – Blutrache
- 2006: Die Kommissarin – Das tödliche Ende vom Lied
- 2007: Elvis und der Kommissar – Tod auf Warteliste

## Hörspiele
- 1959: Spionage (6. Teil: Der Spion von Albrechtshof) – Regie: S. O. Wagner
- 1972: Wie eine reißende Bestie – Regie: Heinz Wilhelm Schwarz
- 1974: Das da damals – Regie: Gerlach Fiedler